# Logotip
 Ovo je glavno značenje pojma Logotip. Za istoimeni programski jezik pogledajte Logo (programski jezik).
Logotip (logo- + lat. typus: bas-reljef, grč. týpos: udarac, dojam; lik, slika, skraćeno logo) su posebno konstruirana slova i grafički znakovi kojima je ispisano ime tvrtke ili proizvoda. Može se sastojati od teksta, znaka ili njihove kombinacije. Svrha logotipa predstavljanje je u medijima kao prepoznatljivi element vizualne prezentacije. U određenim je slučajevima dio logotipa i slogan.